# 批判的合理主義
批判的合理主義（ひはんてきごうりしゅぎ、英語: Critical rationalism）は、認識論的哲学の一種。

## 概要
過剰な合理主義を批判し、合理主義を論証によっては基礎付けることは不可能であり（反基礎付け主義）、理性への信仰ないし非合理な決定によって基礎付けられることを認める立場。カール・ポパーが提唱しドイツの哲学者ハンス・アルバートが継承した。可謬主義と結びつく。

## 派生形
ウィリアム・ウォーレン・バートリーは、批判的合理主義をさらに発展させ、そのバリエーションを汎臨界合理主義と呼んだ。
アルゼンチン系カナダ人の科学哲学者マリオ・バンゲは、批判的合理主義を高く評価していたが、科学の包括的な哲学としては不十分であると判断し、批判的合理主義に基づいて、他の多くのアイデアを含めて科学的リアリズムについての独自の説明を多くの出版物の中で策定した。